# 크래스

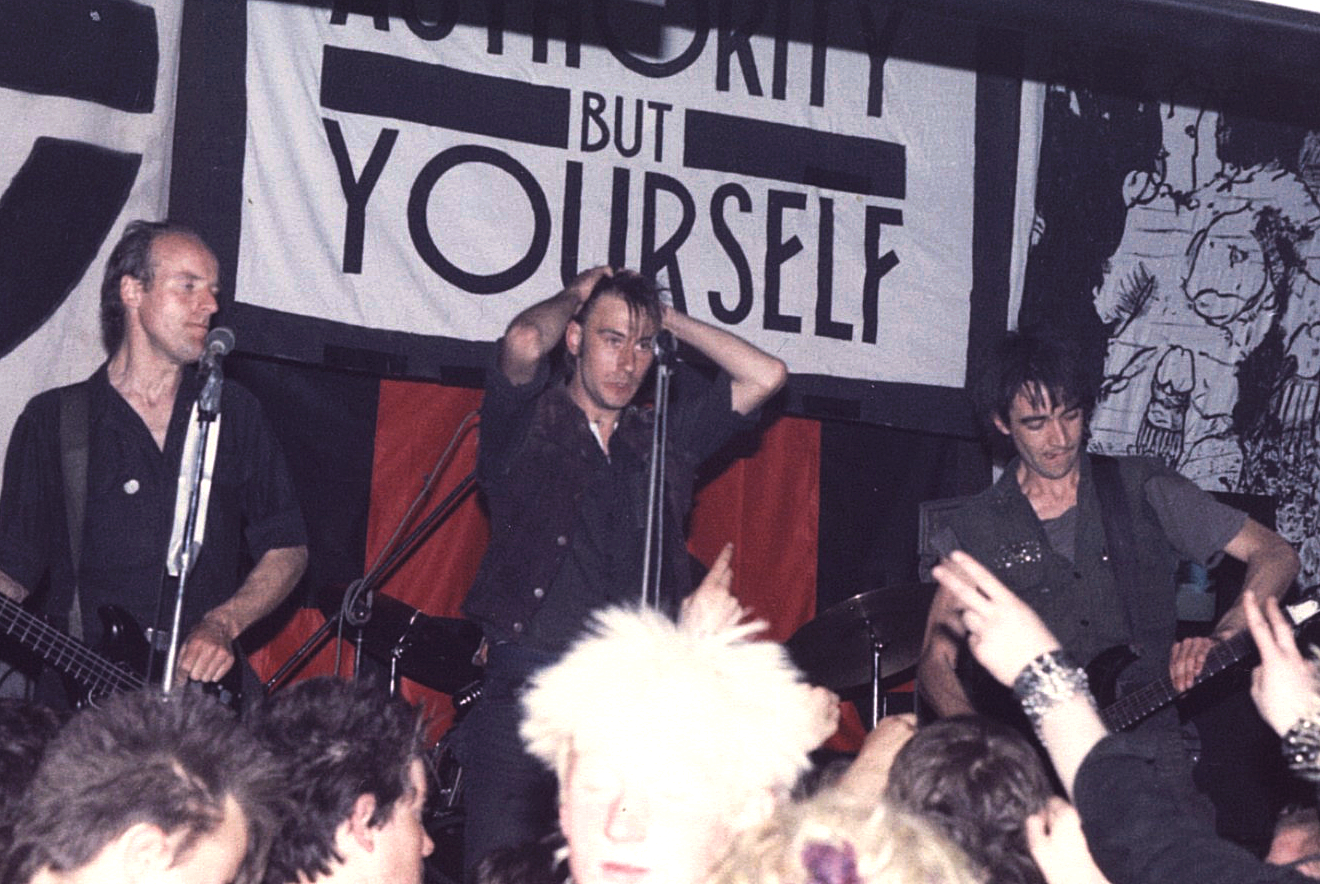

크래스(Crass)는 1977년 영국에서 결성된 아나키즘, 정치적 이념, 생활의 도 (道), 저항운동등을 활성화시킨 아나키스트 펑크 밴드이다. 크래스는 평화주의 펑크(무정부주의 펑크)운동을 대중화시키고 직접행동과 동물의 권리, 그리고 환경 결정론(환경보후주의) 지지하였다. 이 밴드는 자급자족 (D.I.Y.)를 통해서 음악예술, 미술, 영상미술 등에 접근하였다. 또한 지배문화에대한 전복을 페미니즘, 반인종차별, 반전, 반세계화 메시지를 통하여 비판하였다.
크래스는 직접행동에 대한 철학을 스텐실 그라피티 메시지로 런던 지하철 노선 주변의 광고간판, coordinating squats에 스프레이페인팅 하였고 조적적인 정치 행동을 통하여 연습하시켰다(알렸다). 또한 새까만 옷과 military surplus-style 외투를 입고 무대배경으로 기독교 십자가, 나치문양등 여러 권위주의의 상징과 뱀 모양 등을 합쳐서 만든 로고를 사용하였다.
크래스는 청년문화의 전반적인 부분일 뿐만 아니라 펑크 운동 그자체이다. 크래스는 펑크씬의에서의 '무정부주의적 평화주의 펑크'를 보다 일반적으로 활성시켰다.